# It Happened While He Fished
It Happened While He Fished è un cortometraggio muto del 1915 diretto e sceneggiato da Horace Davey. Fu l'unica sceneggiatura firmata dal regista.

## Produzione
Il film fu prodotto dalla Nestor Film Company.

## Distribuzione
Distribuito dall'Universal Film Manufacturing Company, il film - un cortometraggio di una bobina - uscì nelle sale cinematografiche USA il 2 agosto 1915.